# مسجد و مدرسه میانچال
مسجد و مدرسه میانچال مربوط به دوره صفوی است و در کاشان، راسته بازارمیانچال واقع شده و این اثر در تاریخ ۲۳ مرداد ۱۳۷۸ با شمارهٔ ثبت ۲۳۷۰ به‌عنوان یکی از آثار ملی ایران به ثبت رسیده است.